# 吉林河流列表
吉林河流列表列舉了《中国河湖大典·黑龙江、辽河卷》中收录的（有条目的）全部或部分在吉林省境內的河流，並依照流域排列；支流則由河口至源頭排序。

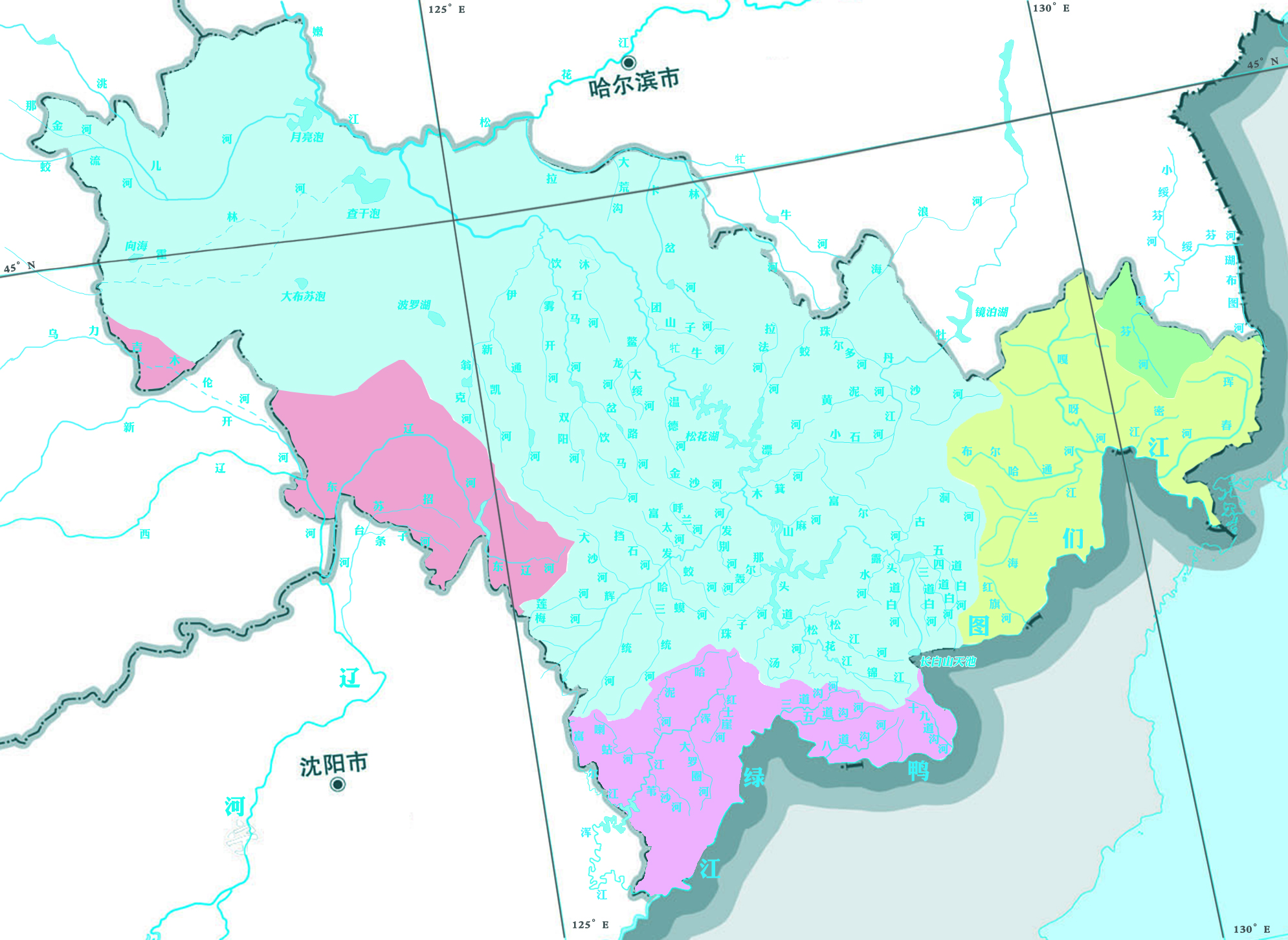
吉林河流水系示意图。

## 遼河水系
- 遼河
  - 招苏台河
    - 二道河
    - 条子河

  - 東遼河：跨省區河流，上、中游各有一小段為吉林、遼寧界河，下游位於內蒙古、遼寧境內。
    - 兴开河
    - 小辽河
    - 卡伦河
    - 乌龙半截河
    - 半截河
    - 大梨树河
    - 渭津河
    - 灯杆河

  - 西遼河：跨省區河流，下游分屬遼寧、內蒙古、吉林，中、上游位於內蒙古境內。
    - 新开河：跨省區河流，下游最末段為內蒙古、吉林界河，其餘位於內蒙古境內。
    - 文牛格尺河

## 鴨綠江水系
- 鴨綠江：跨國、跨省河流，中國、朝鮮界河。
  - 浑江：跨省河流，下游位於遼寧境內。
    - 富尔江：跨省河流，中游位於遼寧境內。
    - 小新开河
    - 苇沙河
    - 蝲蛄河
    - 哈泥河
    - 大罗圈河
    - 红土崖河

  - 三道沟河
  - 五道沟河
  - 八道沟河
  - 十三道沟河
  - 十九道沟河

## 圖們江水系
- 圖們江：跨國河流，中國、朝鮮界河。
  - 琿春河
    - 兰家趟子河

  - 密江
  - 嘎呀河
    - 布尔哈通河
      - 海兰河
        - 长仁河
        - 蜂蜜河

      - 朝阳河
      - 福兴河

    - 汪清河
    - 前河
    - 春阳河
    - 桦皮甸子河

  - 红旗河
    - 大马鹿河

## 綏芬河水系
- 綏芬河
  - 瑚布图河
  - 大綏芬河

## 黑龍江水系
- 黑龙江：跨國河流
  - 松花江：跨省河流。
    - 牡丹江：跨省河流，下游位於黑龍江省境內。
      - 海浪河
      - 珠尔多河
      - 沙河
      - 黄泥河
      - 小石河

    - 拉林河：跨省河流，下游為吉林、黑龍江界河，上游位於黑龍江省境內。
      - 大荒沟
      - 卡岔河
        - 二道河

      - 溪浪河：跨省河流，下游位於黑龍江省境內。
        - 霍伦河
          - 桃源河

    - 嫩江：跨省區河流，源流位於內蒙古境內，上游為吉林、內蒙古界河，中、下游位於吉林境內，但有一小段為吉林、內蒙古界河。
      - 霍林河：跨省區河流，上游位於內蒙古境內。（下游為季節性河流）
      - 洮儿河：跨省區河流，上游位於內蒙古境內。
        - 蛟流河：跨省區河流，上游位於內蒙古境內。
          - 那金河：跨省區河流，上游位於內蒙古境內。

    - 飲馬河
      - 伊通河
        - 新凯河
          - 宝泉河

      - 雾开河
      - 岔路河
      - 双阳河

    - 沐石河
    - 团山子河
    - 鳌龙河
      - 大绥河

    - 牤牛河
    - 温德河
    - 蛟河
      - 拉法河

    - 漂河
    - 辉发河
      - 金沙河
      - 呼兰河
      - 富太河
      - 挡石河
      - 三统河
      - 一统河
      - 大沙河
      - 莲河
      - 大横道河

    - 山麻河
    - 头道松花江
      - 那尔轰河
      - 珠子河
      - 松江河
      - 锦江

    - 露水河
    - 头道白河
    - 古洞河
      - 富尔河

    - 五道白河